# Đá magma

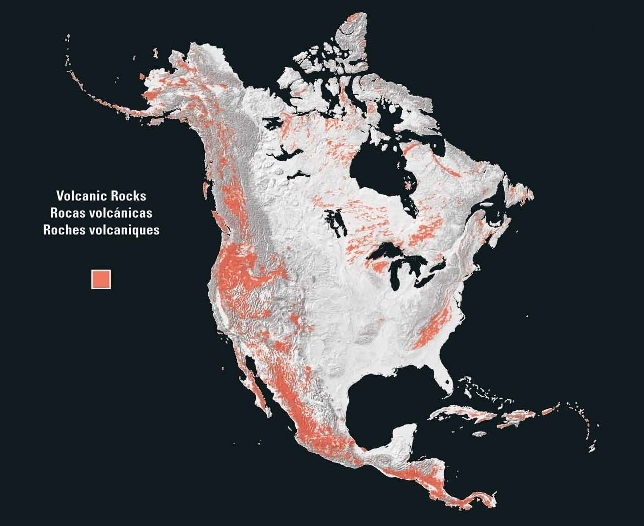
Sự phân bổ đá núi lửa ở Bắc Mỹ.

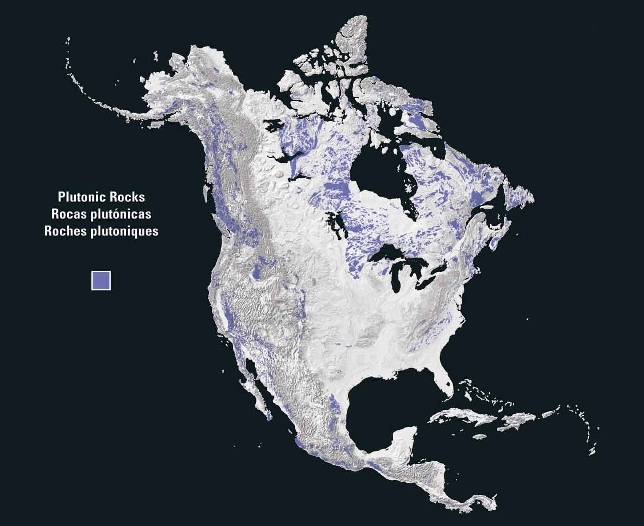
Sự phân bổ đá sâu (plutonit) ở Bắc Mỹ.

Bài này nói về đá magma như là một thuật ngữ trong địa chất học. 
Đá magma hay đá mắc-ma, đá hỏa sinh hay hỏa thành nham là những loại đá được thành tạo do sự đông nguội của những dung thể magma nóng chảy được đưa lên từ những phần sâu của vỏ Trái Đất. Quá trình đông nguội có thể tạo ra các đá có các khoáng vật kết tinh rõ ràng hoặc không kết tinh tùy thuộc vào môi trường mà khối magma đông nguội, và dựa vào đó người ta ta phân ra: đá xâm nhập và phun trào. Macma này có thể có nguồn gốc từ manti của Trái Đất hoặc từ các loại đá đã tồn tại trước đó bị nóng chảy do các thay đổi nhiệt độ áp suất cực cao. Trên 700 loại đá magma đã được miêu tả lại, phần lớn trong chúng được tạo ra gần bề mặt lớp vỏ Trái Đất.

## Ý nghĩa địa chất
đá magma có ý nghĩa quan trọng về mặt địa chất do:
- Các khoáng vật và tính chất hóa học tổng thể của chúng cung cấp thông tin về thành phần của lớp vỏ Trái Đất tại những đá magma được hình thành cũng như các điều kiện về nhiệt độ và áp suất hình thành nên đá và thông tin về các loại đá trước đó bị nóng chảy;
- Niên đại tuyệt đối của chúng có thể được thực hiện bằng các phương pháp định tuổi bằng đồng vị phóng xạ khác nhau và vì thế có thể so sánh với các địa tầng địa chất cận kề, cho phép miêu tả lại thời gian diễn ra các sự kiện một cách tương đối chính xác;
- Các đặc điểm của chúng thông thường được đặc trưng bởi các điều kiện của môi trường kiến tạo cụ thể, cho phép tái tạo lại các mô hình kiến tạo (Xem thêm kiến tạo mảng);
- Trong một số hoàn cảnh đặc biệt, chúng là nguồn gốc của một số mỏ khoáng sản quan trọng: ví dụ wolfram, thiếc và urani, thông thường hay đi cùng với đá granit.

Phun trào núi lửa và vì thế bị làm cứng và đông đặc trong điều kiện phơi ra ngoài khí quyển. Do nguội nhanh trong điều kiện nhiệt độ và áp suất thấp, các khoáng vật không kịp kết tinh, hoặc chỉ là kết tinh một phần nên có kích thước tinh thể bé, chưa hoàn chỉnh, hoặc tồn tại ở dạng vô định hình. Mặt khác, các chất khí và hơi nước không kịp thoát ra, để lại nhiều lỗ rỗng, làm cho đá nhẹ, có loại nổi trên mặt nước.
Ngoài ra, đá phun trào cũng được còn gọi là đá núi lửa, trong ngôn ngữ một số tiếng nước ngoài như tiếng Anh chẳng hạn, gọi là volcanic rock, lấy theo tên của Vulcan còn là tên gọi của người La Mã để chỉ vị thần cai quản lửa. Ở độ sâu vài kilômét dưới bề mặt Trái Đất thì nhiệt độ cao hơn so với nhiệt độ mà phần lớn các loại đá có thể nóng chảy tại bề mặt. Tuy nhiên, các loại đá này vẫn ở dạng cứng do áp suất lớn tạo ra bởi các lớp đá nằm phía trên. Nếu như có các khe nứt trong các lớp đá thì áp suất bị tụt xuống và một khối lượng đáng kể đá bị nóng chảy. Macma tạo ra sẽ bị ép phụt lên trên thông qua các kẽ nứt tới bề mặt và tạo thành núi lửa.
Đá nóng chảy (gọi là dung nham hay lava) sẽ chảy ra từ núi lửa và loang rộng. Do dung nham bị nguội và kết tinh nhanh nên nó tạo ra các loại đá có kiến trúc vi tinh. Nếu sự làm nguội là quá nhanh, không cho quá trình kết tinh có thể xảy ra thì các loại đá tạo thành có kiến trúc thủy tinh (chẳng hạn như đá obsidian tức đá vỏ chai).
Do kiến trúc vi tinh nên các dạng khác nhau của đá phun trào khó phân biệt bằng mắt thường hơn so với các dạng khác nhau của đá xâm nhập. Nói chung, với kiến trúc vi tinh các khoáng vật của đá phun trào chỉ có thể xác định bằng cách soi kính thạch học (đá được mài thành các mẫu mỏng và được soi dưới kính hiển vi có hai ni-côn) và sự phân loại bằng mắt thường chỉ là gần đúng.
Các vật chất có thể bị núi lửa tống ra ngoài rất mãnh liệt trong quá trình hoạt động phun trào là các khối, cục đá và tro. Các vật chất này được gọi là đá trầm tích núi lửa (cũng còn gọi là đá vụn núi lửa, tuf) và có thể rơi gần đó, tạo thành một phần của núi lửa hay bị mang đi xa nhờ gió.
Các tinh thể chứa trong đá lửa ban tinh mịn được gọi là pocfia. Kiến trúc pocfia phát triển khi một số tinh thể phát triển lớn đến kích thước đáng kể trước khi phần chủ yếu của macma đông đặc lại thành khối vật liệu đồng nhất hạt mịn.

### Xâm nhập nông
Khái niệm xâm nhập nông hiện nay vẫn còn một số tranh cãi nhưng đa số các quan điểm cho rằng nó được kết tinh bên dưới mặt đất đến độ sâu 1,5 km.

## Bối cảnh địa chất

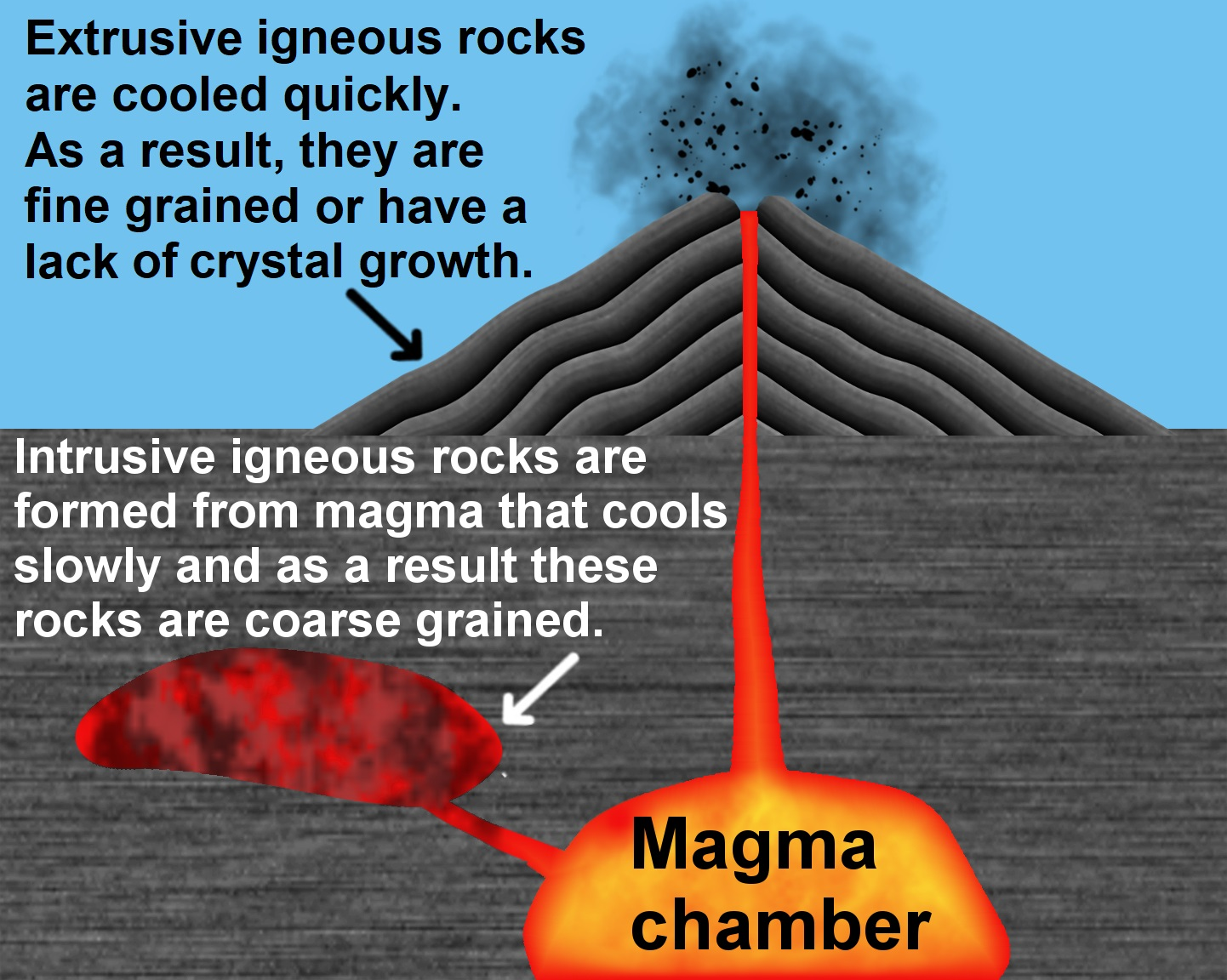
Quá trình hình thành đá nham thạch

Đá nham thạch có thể chia thành hai loại: đá nham thạch xâm nhập (đá siêu nhiệt đới và siêu sâu) hoặc đá nham thạch ngoại vi (đá núi lửa).

### Đá xâm nhập
1. Laccolith
2. Small dike
3. Batholith
4. Dike
5. Sill
6. Volcanic neck, pipe
7. Lopolith

Các loại xâm nhập cơ bản:

Đá núi lửa xâm nhập chiếm đa số trong các loại đá núi lửa và được hình thành từ magma nguội và đông cứng bên trong vỏ của một hành tinh. Các cơ thể đá núi lửa xâm nhập được biết đến là "xâm nhập" và được bao quanh bởi đá tồn tại trước đó (gọi là "đá nền"). Đá nền là một chất cách nhiệt tốt, vì vậy magma nguội chậm, và đá núi lửa xâm nhập có cấu trúc thô (phaneritic). Các hạt khoáng trong các loại đá như vậy thường có thể nhìn thấy bằng mắt thường. Các xâm nhập có thể được phân loại theo hình dạng và kích thước của cơ thể xâm nhập và mối quan hệ của nó đối với bedding của đá nền mà nó xâm nhập vào. Các cơ thể xâm nhập điển hình là các batholith, stock, laccolith, sill và dike. Các loại đá xâm nhập thông thường là granite, gabbro hoặc diorite.
Các phần trung tâm của các dãy núi lớn chủ yếu bao gồm các loại đá núi lửa xâm nhập. Khi bị phơi bày bởi quá trình xói mòn, những phần trung tâm này (gọi là batholith) có thể chiếm diện tích lớn trên bề mặt Trái Đất.
Các loại đá núi lửa xâm nhập hình thành ở sâu bên trong vỏ đất được gọi là đá plutonic (hoặc abyssal) và thường có cấu trúc thô. Các loại đá núi lửa xâm nhập hình thành gần mặt đất được gọi là subvolcanic hoặc hypabyssal và thường có cấu trúc mịn hơn, thường giống đá núi lửa. Đá hypabyssal ít phổ biến hơn đá plutonic hoặc đá núi lửa và thường hình thành các loại dike, sill, laccolith, lopolith hoặc phacolith.

### Trầm tích

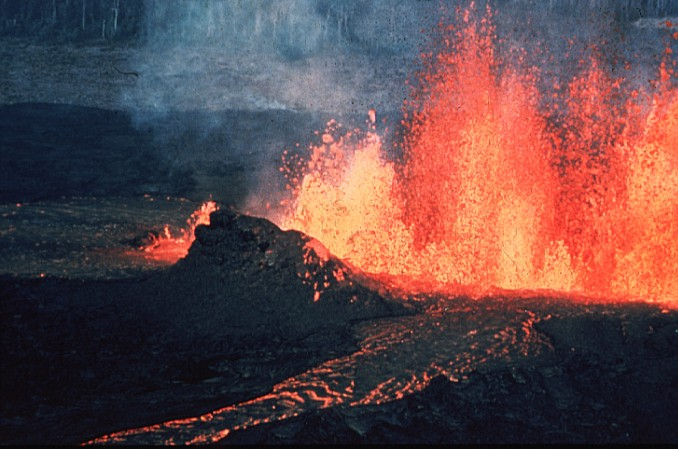
Đá núi lửa trầm tích được tạo ra từ dung nham được phóng ra từ núi lửa

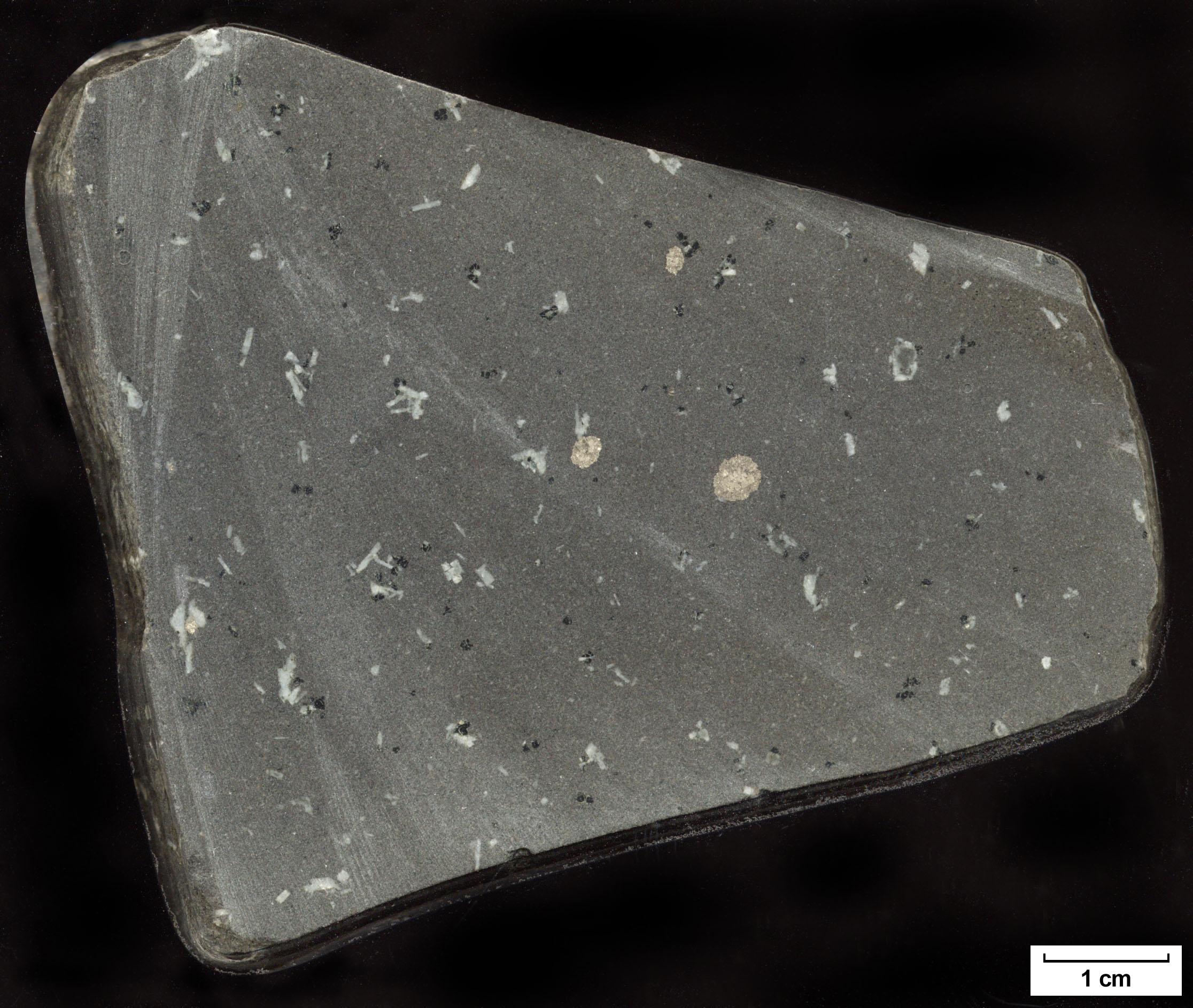
Mẫu basalt (một loại đá núi lửa trầm tích), được tìm thấy tại Massachusetts

Đá núi lửa trầm tích, còn được gọi là đá núi lửa, được hình thành từ quá trình nguội của dung nham nóng chảy trên bề mặt Trái Đất. Dung nham, được đưa lên mặt đất thông qua các khe nứt hoặc phun trào núi lửa, nguội cứng nhanh chóng. Do đó, những loại đá như vậy có cấu trúc mịn (aphanitic) hoặc thậm chí kính. Basalt là loại đá núi lửa trầm tích phổ biến nhất và hình thành các dòng dung nham, tấm dung nham và cao nguyên dung nham. Một số loại basalt nguội cứng thành các cột đa giác dài. Giant's Causeway ở Antrim, Bắc Ireland là một ví dụ.
Dung nham nóng chảy, thường chứa các tinh thể treo và khí tan, được gọi là dung nham. Nó trỗi lên vì có khối lượng riêng nhỏ hơn so với đá từ đó nó được chiết xuất ra. Khi dung nham đạt đến mặt đất, nó được gọi là lava. Sự phun trào của núi lửa ra không khí được gọi là trên mặt đất, trong khi sự phun trào dưới lòng biển được gọi là dưới nước. Black smokers và mid-ocean ridge basalt là những ví dụ về hoạt động núi lửa dưới nước.
Thể tích đá trầm tích phun trào hàng năm bởi núi lửa biến đổi theo vị trí của biển động địa. Đá trầm tích được sản xuất theo tỷ lệ sau đây:
- ranh giới phân kỳ: 73%
- ranh giới hội tụ (vùng subduction): 15%
- điểm nóng: 12%.

Hành vi của dung nham phụ thuộc vào độ nhớt của nó, được xác định bởi nhiệt độ, thành phần và hàm lượng tinh thể. Dung nham nhiệt độ cao, phần lớn có thành phần basalt, hoạt động giống như dầu đặc và khi nó làm lạnh, giống như đường mật. Các dòng basalt dài, mỏng với bề mặt pahoehoe là phổ biến. Dung nham thành phần trung gian, như andesit, thường tạo ra các đống tro của tro bụi núi lửa, tuff và dung nham, và có thể có độ nhớt giống như mật đường đặc, lạnh hoặc thậm chí cao su khi phun trào. Dung nham felsic, như rhyolite, thường được phun trào ở nhiệt độ thấp và có độ nhớt lên đến 10,000 lần so với basalt. Các núi lửa với dung nham rhyolite thường phun trào mạnh mẽ, và dòng dung nham rhyolite thường giới hạn và có biên độ dốc vì dung nham quá nhớt.
Dung nham felsic và trung gian thường phun trào mạnh mẽ, với những vụ nổ do việc giải phóng khí hòa tan - thường là hơi nước, nhưng cũng có khí carbon dioxide. Vật liệu núi lửa phun trào mạnh mẽ được gọi là tephra và bao gồm tuff, agglomerate và ignimbrite. Bụi núi lửa mịn cũng được phun trào và tạo ra các tầng đặt tuff, có thể thường xuyên che phủ các khu vực rộng lớn.
Bởi vì đá núi lửa chủ yếu có kích thước nhỏ hoặc thủy tinh, việc phân biệt giữa các loại đá núi lửa ngoại vi khác nhau khó khăn hơn so với các loại đá núi lửa nội vi khác nhau. Nói chung, các thành phần khoáng vật của đá núi lửa ngoại vi kích thước nhỏ chỉ có thể được xác định bằng cách kiểm tra các mẫu mỏng của đá dưới kính hiển vi, vì vậy chỉ có thể thực hiện phân loại gần đúng ở nơi khảo sát. Mặc dù việc phân loại theo thành phần khoáng vật được ưu tiên bởi IUGS, nhưng điều này thường không thực tế, và việc phân loại hóa học thay vào đó được thực hiện bằng cách sử dụng phân loại TAS.

## Phân loại
Việc phân loại đá magma có thể cung cấp cho con người thông tin quan trọng về các điều kiện mà chúng hình thành. Hai yếu tố quan trọng được sử dụng trong phân loại đá lửa là kích thước hạt (phụ thuộc rất nhiều vào lịch sử quá trình làm nguội) và thành phần khoáng vật của đá. Fenspat, thạch anh, olivin, pyroxen, amphibol và mica là các khoáng vật quan trọng trong sự hình thành đá magma và sự có mặt của chúng là cơ sở để phân loại các loại đá này. Các khoáng vật khác có mặt trong đá không điển hình được gọi là khoáng chất phụ.
Trong phân loại đơn giản hóa, các dạng đá magma được chia trên sự hiện diện của fenspat, sự có/vắng mặt của thạch anh và trong các loại đá không có fenspat hay thạch anh thì theo sự có mặt của các khoáng vật chứa sắt hay magnesi.

### Kích thước tinh thể
Theo kích thước tinh thể, đá magma có thể phân loại thành pecmatit (hạt rất lớn), hiển tinh (chỉ có hạt lớn hay phanerit), ban tinh (một số hạt lớn trên nền là các hạt nhỏ hay pocfia), vi tinh (chỉ có hạt nhỏ hay aphanit), thủy tinh (không có hạt).
- Đá có kiến trúc hiển tinh chứa các khoáng vật với tinh thể nhìn thấy bằng mắt thường và thường đặc trưng cho đá xâm nhập (do quá trình làm nguội càng chậm thì tinh thể càng to). Trong một số ngoại lệ, dạng đá này có thể chứa các tinh thể cực lớn, trong trường hợp này chúng được gọi là pecmatit.
- Trong đá phun trào, khi quá trình làm nguội là nhanh hơn, các tinh thể khoáng vật riêng rẽ thông thường không nhìn thấy được bằng mắt thường và chúng được gọi là kiến trúc vi tinh.
- Kiến trúc ban tinh là trạng thái trung gian giữa hai loại trên: khối đá có kiến trúc vi tinh, nhưng trên nền vi tinh này có thể quan sát được một số tinh thể.
- Nếu macma nóng chảy bị làm nguội quá nhanh không cho quá trình kết tinh diễn ra thì sản phẩm tạo ra là có kiến trúc thủy tinh như thủy tinh núi lửa hay Obsidian đôi khi còn được gọi là đá vỏ chai.

### Hình dạng tinh thể
Hình dạng tinh thể cũng là yếu tố quan trọng trong kiến trúc đá magma. Các tinh thể có thể là tự hình, bán tự hình và tha hình:
- Tự hình (Euhedral), nếu hình dạng tinh thể được bảo toàn hay tinh thể có các mặt kết tinh rõ ràng.
- Bán tự hình (Subeuhedral), nếu chỉ một phần được bảo toàn.
- Tha hình (Anhedral), nếu tinh thể không thể hiện rõ ràng hướng kết tinh có thể nhận biết được.

### Theo cấu tạo
- Cấu tạo lỗ hổng là đá có các khoảng trống sinh ra bởi khí bị chiếm giữ trong quá trình nguội đi.
- Cấu tạo dòng chảy được hình thành khi mácma chảy tràn trên bề mặt và đông nguội với các tốc độ khác nhau.
- Tuf bao gồm các đá vụn có trước hoặc bom núi lửa bị đẩy ra khi núi lửa phun trào gồm một số loại như: tufit, tufogen.

### Thành phần khoáng vật - hóa học
Các dạng đá magma có thể phân chia nhỏ theo các thông số hóa học/ khoáng vật tạo đá theo hai hướng chính:
- Hóa học: - Tổng hàm lượng kiềm - silica (biểu đồ TAS) cho phân loại đá magma được sử dụng khi không có các dữ liệu về quá trình hình thành hay thành phần khoáng vật:
  - Các đá magma acid chứa hàm lượng silica cao, lớn hơn 63% SiO2 (ví dụ rhyolit và dacit)
  - Các đá magma trung tính chứa 52 - 63% SiO2 (ví dụ andesit)
  - Các đá magma mafic chứa ít silica (45 - 52%) và thông thường chứa nhiều sắt - magnesi (ví dụ đá bazan)
  - Các đá magma siêu mafic chứa ít hơn 45% silica. (ví dụ picrit và komatiit)
  - Các đá magma kiềm với 5 - 15% chất kiềm (K2O + Na2O) (ví dụ phonolit và trachyt)

ghi chú: Thuật ngữ acid-base được sử dụng rộng rãi hơn trong các tài liệu địa chất cũ. Thay vào đó, người ta sử dụng các thuật ngữ felsic, mafic, siêu mafic...
- Khoáng vật: Hàm lượng khoáng vật của Fe và Si hay mafic:
  - Đá felsic, chủ yếu chứa thạch anh, fenspat kiềm và/hoặc khoáng vật chứa fenspat: các khoáng vật của Fe và Si; các dạng đá này (ví dụ granit) thông thường có máu sáng và có tỷ trọng thấp.
  - Đá mafic, chủ yếu chứa các khoáng vật mafic: pyroxen, olivin và plagiocla calci; các loại đá này (ví dụ đá bazan) thông thường sẫm màu và có tỷ trọng lớn hơn đá felsic.
  - Đá siêu mafic, chứa trên 90% khoáng chất mafic (ví dụ dunit)

Bảng dưới đây là sự phân chia đơn giản đá lửa theo cả thành phần và phương thức diễn ra.
|                     | Thành phần |            |        |           |
| Phương thức diễn ra | Acid       | Trung gian | base   | Siêu base |
| Xâm nhập            | Granit     | Điôrit     | Gabbrô | Periđôtit |
| Phun trào           | Riôlit     | Anđêsit    | Bazan  |           |

Để có sự phân loại chi tiết hơn, xem Biểu đồ QAPF.

## Nguyên gốc từ
- Từ igneous (đá nham thạch) có nghĩa là được tạo thành từ lửa. và bắt nguồn từ Latin gốc igni-,[10] có nghĩa là lửa, và -eous[11] có nghĩa là được tạo thành từ.
- Từ volcanic rock (đá núi lửa) bắt nguồn từ Latin gốc Vulcan,[12] thần lửa của Người La Mã, và -ic,[13] có nghĩa là có một số đặc điểm của.
- Từ plutonic (đá nham thạch sâu), một tên khác cho đá nham thạch xâm nhập, bắt nguồn từ Latin gốc Pluto,[14] thần Hades của Người La Mã, và -ic,[15] có nghĩa là có một số đặc điểm của.

## Các khoáng vật tạo đá chủ yếu
Các khoáng vật tạo đá magma chủ yếu: thạch anh, fenspat, mica và khoáng vật màu.
Các khoáng vật có các tính chất khác nhau, nên sự có mặt của chúng tạo ra cho đá có những tính chất khác nhau (cường độ, độ bền vững, khả năng gia công...)
- Thạch anh là SiO2 ở dạng kết tinh, tinh thể hình lăng trụ 6 cạnh, ít khi trong suốt mà thường có màu trắng và trắng sữa, độ cứng 7, khối lượng riêng 2,65 g/cm³, cường độ cao khoảng 20.000 kg/cm², chống mài mòn tốt, ổn định đối với acid (trừ acid fluohidric và fosforic). Ở nhiệt độ thường, thạch anh không tác dụng với vôi, nhưng ở trong môi trường hơi nước bão hoà và nhiệt độ 175 - 2000C có thể sinh ra phản ứng silicat.
- Fenspat có hai loại:
  - cát khai thẳng góc-octola (K2O.Al2O3.6SiO2 - fenspat kali)
  - cát xiên góc - plagiocla (Na2O.Al2O3.6SiO2 - fenspat natri và CaO.Al2O3.2SiO2 - fenspat calci).
  - Tính chất cơ bản của fenspat: màu biến đổi từ trắng, trắng xám, vàng đến hồng và đỏ; khối lượng riêng: 2,55 - 2,76 g/cm³, độ cứng 6 - 6,5, cường độ chịu nén 1200 – 1700 kg/cm². Khả năng chống phong hoá của felspat kém, kém ổn định đối với nước và đặc biệt là nước có chứa CO2 tạo ra Al2O3.2SiO2.2H2O là caolonit - thành phần chủ yếu của đất sét- theo phản ứng:

K2O.Al2O3.6SiO2 + CO2 +2H2O --> K2CO3 + 4SiO2 + Al2O3.2SiO2.2H2O
- Mica là những alumôsilicat ngậm nước rất phức tạp, có độ cứng 2-3, khối lượng riêng 2,76 - 3,2 g/cm³. Phổ biến nhất là hai loại biotit và muscovit.
  - Biotit có màu nâu đen hay còn gọi là mica đen, thường chứa oxide magiê và oxide sắt, công thức: (Mg, Fe)3.Si3.AlO10.OHF)2.
  - Muscovit thì trong suốt hay còn gọi là mica trắng, có công thức: K2O. Al2O3.6SiO2.2H2O.
  - Ngoài hai loại trên còn gặp vecmiculit được tạo thành do sự oxy hóa và hydrat hoá biotit. Khi nung ở 900 - 10000 độ C nước sẽ mất đi, thể tích vecmiculit tăng 18 - 25 lần.
- Khoáng vật sẫm màu chủ yếu gồm amphibol, pyroxen, olivin là các khoáng vật có màu sẫm (từ màu lục đến màu đen) cường độ cao, dai và bền, khó gia công.

## Sử dụng

### đá magma xâm nhập
- Dunit là loại đá xâm nhập sâu của nhóm đá siêu mafic. Thành phần khoáng vật gồm chủ yếu là olivin với hơn 90%,pyroxen, hocblen thì hiếm hơn, ngoài ra còn có mica, cromit.Cấu tạo đặc sít, đôi khi phân dải. Kiến trúc hạt thô.
- Granit (đá hoa cương) là loại đá acid có ở nhiều nơi, chủ yếu do thạch anh, fenspat và một ít mica, có khi còn tạo thành cả amphibol và pyroxen. Granit có màu tro nhạt, hồng nhạt hoặc vàng, phần lớn có kết tinh hạt lớn.
- Granit rất đặc chắc, khối lượng thể tích 2600 – 2700 kg/m³, cường độ nén rất lớn (1200 – 2500 kg/cm²), độ hút nước nhỏ (dưới 1%), khả năng chống phong hoá rất cao, độ chịu lửa kém, có một số loại có màu sắc đẹp. Đá granit được sử dụng rộng rãi trong xây dựng (ốp mặt ngoài nhà và các công trình đặc biệt, nhà công cộng, làm nền móng cầu, cống, đập...)
- Syenit là loại đá trung tính, thành phần khoáng vật chủ yếu là Orthoclas, plagiocla, acid, các khoáng vật màu sẫm (amphibol, pyroxen, biotit), một ít mica, rất ít thạch anh. Sienit màu tro hồng, có cấu trúc toàn tinh đều đặn, khối lượng riêng 2,7 -2,9 g/cm³, khối lượng thể tích 2400 – 2800 kg/m³, cường độ chịu nén 1500 – 2000 kg/cm². Sienit được ứng dụng khá rộng rãi trong xây dựng.
- Diorit là loại đá trung tính, thành phần chủ yếu là plagiocla trung tính (chiếm khoảng ¾), hocblen, augit, biotit, amphibol và một ít mica và pyroxen. Diorit thường có màu xám, xám lục có xen các vết sẫm và trắng; khối lượng thể tích 2900 – 3300 kg/m³, cường độ chịu nén 2000 – 3500 kg/cm². Diorit dai, chống va chạm tốt, chống phong hoá cao, dễ đánh bóng, nên được sử dụng để làm mặt đường, tấm ốp.
- Gabbro là loại đá base, thành phần gồm có plagiocla base (khoảng 50%) và các khoáng vật màu sẫm như pyroxen, amphibol và olivin. Gabbro có màu tro sẫm hoặc từ lục thẫm đến đen, đẹp, có thể mài nhẵn, khối lượng thể tích 2900 – 3300 kg/m³, cường độ chịu nén 2000 – 3500 kg/cm³. Gabbro được sử dụng làm đá dăm, đá tấm để lát mặt đường và ốp trang trí các công trình kiến trúc.

### Đá magma phun trào
- Diaba có thành phần tương tự gabbro, là loại đá magma xâm nhập nông có thành phần mafic, có kiến trúc hạt nhỏ, hạt vừa xen lẫn với kiến trúc hiển tinh. Thành phần khoáng vật gồm có fenspat, pyroxen, olivin, màu tro sẫm hoặc lục nhạt, cường độ nén 3000 – 4000 kg/cm². Đá diaba rất dai, khó mài mòn, được sử dụng chủ yếu làm đá rải đường và làm nguyên liệu đá đúc.
- Bazan là loại đá base, thành phần khoáng vật giống đá gabbro. Chúng có kiến trúc vi tinh hoặc kiến trúc pocfia. Đá bazan là loại đá nặng nhất trong các loại đá magma, khối lượng thể tích 2900 – 3500 kg/cm³, cường độ chịu nén 1000 – 5000 kg/cm² (có loại cường độ đến 8000 kg/cm²), rất cứng, giòn, khả năng chống phong hoá cao, rất khó gia công. Đá bazan là loại đá phổ biến nhất trong xây dựng, được sử dụng để lát đường làm cốt liệu bê tông, tấm ốp chống ăn mòn...
- Andesit là loại đá trung tính. Thành phần của nó gồm plagiocla trung tính, các khoáng vật sẫm màu (amphibol, pyroxen) và mica; có kiến trúc ẩn tinh và kiến trúc dạng pocfia; có màu tro vàng, hồng, lục. Đá andesit có khả năng hút nước lớn, khối lượng thể tích 2200 ÷ 2700 kg/m³, cường độ chịu nén 1200 – 2400 kg/cm², chịu được acid nên được dùng để làm vật liệu chống acid.

### Đá trầm tích núi lửa
Ngoài các loại đá đề cập ở trên, trong đá magma phun trào còn có đá bọt, tuf, tro và tuf dung nham. Các loại đá này bên cạnh việc hình thành do kết tinh nhanh như đá phun trào còn lắng đọng theo quy luật trầm tích. Nhiều tác giả Liên Xô cũ xếp loại đá này sang đá trầm tích
- Tro núi lửa: thưởng ở dạng bột, giống nhau màu xám. Những hạt lớn gọi là cát núi lửa. Đá bọt, là loại thủy tinh núi lửa có độ rỗng cao (độ rỗng đến 80%) được tạo thành khi tro núi lửa lắng đọng từ không khí. Đá bọt có kích thước 5-30mm, khối lượng thể tích 500 kg/m³, độ hút nước thấp vì các lỗ rỗng lớn và các lỗ rỗng ít liên thông nhau, hệ số truyền nhiệt nhỏ (0,12 - 0,2 kCal/m.0C.h, cường độ chịu nén 20 – 30 kg/cm2. Cát núi lửa, đá bọt được dùng làm cốt liệu cho bê tông nhẹ, còn bột thì làm vật liệu cách nhiệt và bột mài.
- Tuf núi lửa: là loại đá rỗng, được tạo thành do quá trình tự lèn chặt tro núi lửa. Loại tuf núi lửa chặt nhất gọi là tơrat. Tuf núi lửa đá bọt cũng như tro núi lửa thường dùng làm phụ gia hoạt tính chịu nước cho chất kết dính vô cơ.
- Tuf dung nham do tro và cát núi lửa rơi vào trong dung nham nóng chảy sinh ra. Nó là loại đá thủy tinh rỗng có màu hồng, tím..., khối lượng thể tích 750 ÷ 1400 kg/m³, cường độ chịu nén 60 – 100 kg/cm², hệ số dẫn nhiệt trung bình là 0,3 kCal/m.0C.h. Trong xây dựng, tup dung nham được xẻ thành đá hộc để xây tường, sản xuất đá dăm cho bê tông nhẹ.

## Phân loại

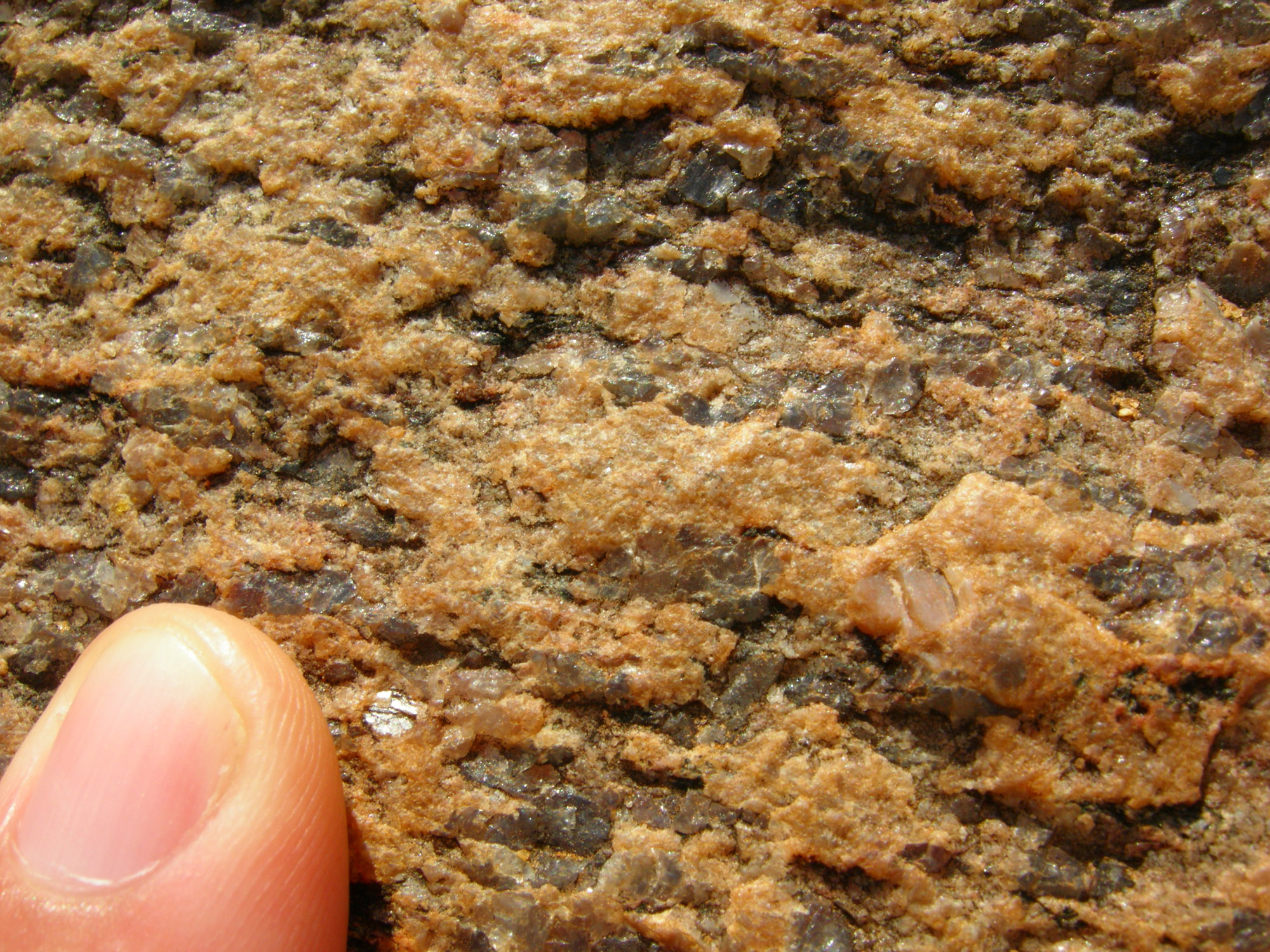
Gần gũi với đá granite (một loại đá nham thạch xâm nhập) được phơi bày ở Chennai, Ấn Độ

Đá nham thạch được phân loại theo cách xuất hiện, kết cấu, khoáng vật học, thành phần hóa học, và hình học của cơ thể nham thạch.
Phân loại nhiều loại đá nham thạch có thể cung cấp thông tin quan trọng về các điều kiện mà chúng được hình thành. Hai biến số quan trọng được sử dụng để phân loại đá nham thạch là kích thước hạt, chủ yếu phụ thuộc vào lịch sử làm lạnh, và thành phần khoáng vật của đá. Feldspar, quartz hoặc feldspathoid, olivine, pyroxene, amphibole, và mica đều là những khoáng vật quan trọng trong quá trình hình thành hầu hết tất cả các loại đá nham thạch, và chúng là cơ bản cho việc phân loại những loại đá này. Tất cả các khoáng vật khác hiện diện được xem là không cần thiết trong hầu hết tất cả các loại đá nham thạch và được gọi là khoáng vật phụ. Các loại đá nham thạch với các khoáng vật cần thiết khác rất hiếm, nhưng bao gồm carbonatite, chứa các carbonate cần thiết.
Trong một phân loại đơn giản, các loại đá nham thạch được phân tách dựa trên loại feldspar hiện diện, sự có mặt hoặc vắng mặt của quartz, và trong các loại đá không có feldspar hoặc quartz, loại khoáng vật sắt hoặc magiê hiện diện. Các loại đá chứa quartz (silica trong thành phần) được gọi là quá mức silica. Các loại đá với feldspathoids được gọi là thiếu hụt silica, vì feldspathoids không thể tồn tại cùng một liên kết ổn định với quartz.
Các loại đá nham thạch có các tinh thể lớn đủ để có thể nhìn thấy bằng mắt thường được gọi là phaneritic; những loại có tinh thể quá nhỏ để nhìn thấy được gọi là aphanitic. Nói chung, phaneritic ngụ ý nguồn gốc xâm nhập; aphanitic là nguồn gốc phun trào.
Một loại đá nham thạch với những tinh thể lớn hơn, có thể phân biệt rõ ràng được nhúng vào một ma trận hạt nhỏ hơn được gọi là porphyry. Kết cấu porphyritic phát triển khi một số tinh thể phát triển đến kích thước đáng kể trước khi phần lớn magma tạo thành tinh thể dưới dạng vật liệu đồng nhất, hạt nhỏ hơn.
Đá nham thạch được phân loại dựa trên kết cấu và thành phần. Kết cấu chỉ đến kích thước, hình dạng, và sắp xếp của các hạt khoáng vật hoặc tinh thể mà đá được tạo thành.

### Kết cấu

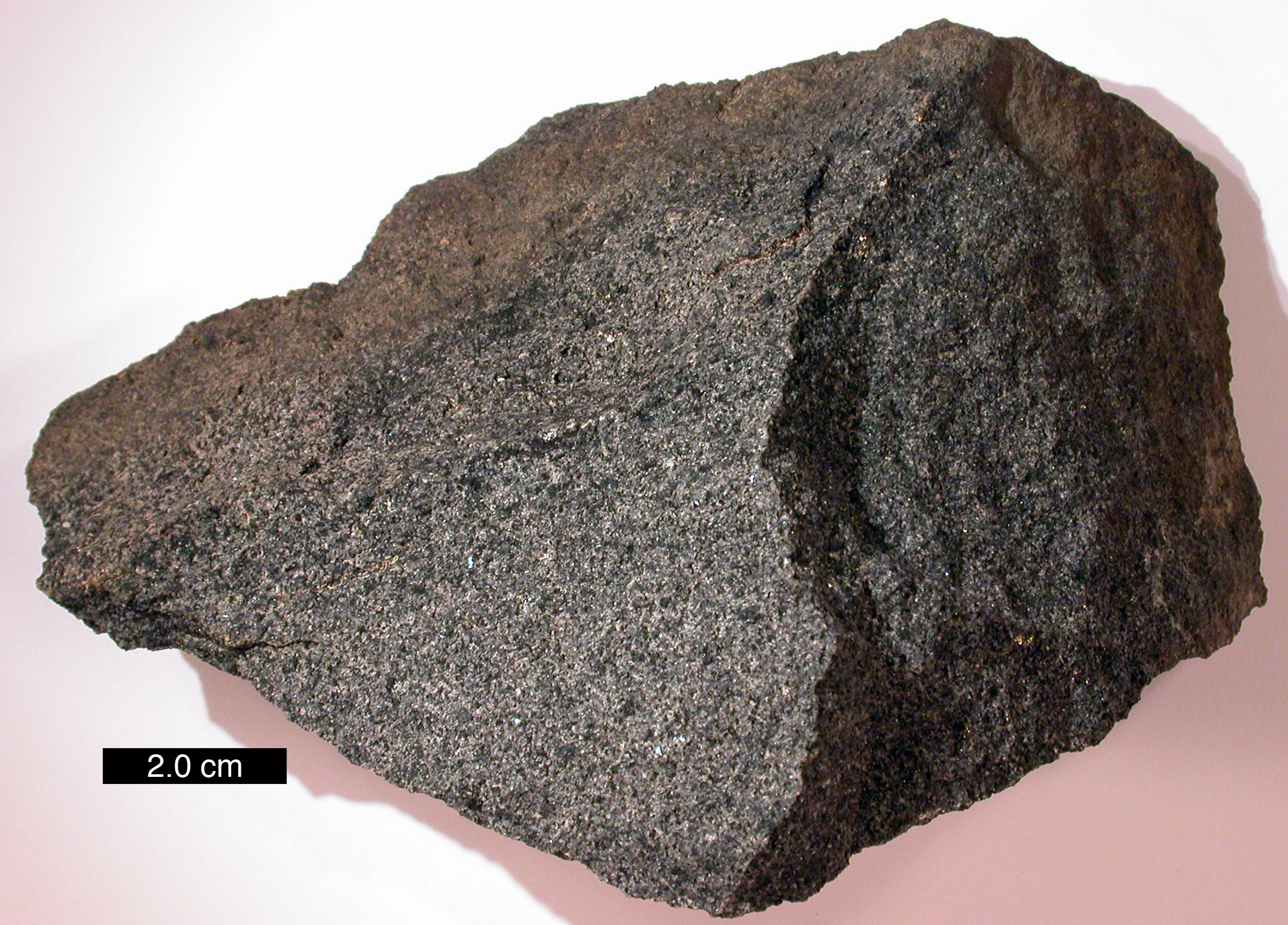
Gabbro mẫu với kết cấu phaneritic, từ khu vực Rock Creek, đông Sierra Nevada, California

Kết cấu là một tiêu chí quan trọng để đặt tên cho các loại đá núi lửa. Kết cấu của các loại đá núi lửa, bao gồm kích thước, hình dạng, hướng và phân bố của hạt khoáng vật và mối quan hệ giữa các hạt, sẽ xác định liệu đá có được gọi là tuff (tro núi lửa), pyroclastic lava (núi lửa chất cháy) hay chỉ đơn giản là lava. Tuy nhiên, kết cấu chỉ là một phần phụ trong việc phân loại các loại đá núi lửa, vì thường cần có thông tin hóa học thu được từ các loại đá có mảnh groundmass (môi trường ma trận) hạt rất mịn hoặc từ tro rơi từ không khí, có thể được tạo thành từ tro núi lửa.
Tiêu chí về kết cấu ít quan trọng hơn trong việc phân loại các loại đá nham thạch xâm nhập, nơi hầu hết các khoáng vật sẽ có thể nhìn thấy bằng mắt thường hoặc ít nhất là bằng một ống kính tay, kính lúp hoặc kính hiển vi. Đá plutonic cũng có xu hướng ít đa dạng về kết cấu và ít dễ bị ảnh hưởng bởi sự tạo nên cấu trúc đặc biệt. Các thuật ngữ về kết cấu có thể được sử dụng để phân biệt các giai đoạn xâm nhập khác nhau của các khối đá nham thạch lớn, ví dụ như rìa phaneritic của các cơ thể xâm nhập lớn, cổ phiếu porphyry và khoan dính nham thạch. Phân loại khoáng học thường được sử dụng để phân loại đá plutonic. Phân loại hóa học được ưu tiên để phân loại các loại đá núi lửa, với các loài phenocryst được sử dụng như một tiền tố, ví dụ "picrite chứa olivine" hoặc "rhyolite có orthoclase-phyric".

Hệ thống phân loại cơ bản cho các loại đá nham thạch dựa trên thành phần khoáng vật của chúng. Nếu tỷ lệ thể tích xấp xỉ của các khoáng vật trong đá được biết, tên của đá và hàm lượng silica có thể đọc từ biểu đồ. Đây không phải là một phương pháp chính xác, vì phân loại của các loại đá nham thạch còn phụ thuộc vào các thành phần khác, tuy nhiên trong hầu hết các trường hợp, đây là một dự đoán đầu tiên khá tốt.

### Phân loại khoáng vật
IUGS khuyến nghị phân loại đá nham thạch dựa trên thành phần khoáng vật của chúng mỗi khi có thể. Điều này đơn giản đối với đá nham thạch xâm nhập có hạt thô, nhưng có thể yêu cầu kiểm tra các mẫu mỏng dưới kính hiển vi cho đá nham thạch núi lửa hạt mịn và có thể không thể thực hiện đối với đá nham thạch kính. Đá sau đó phải được phân loại theo thành phần hóa học.
Phân loại khoáng vật của một loại đá nham thạch xâm nhập bắt đầu bằng việc xác định xem đá có phải là siêu magiê, carbonatite hay lamprophyre không. Đá siêu magiê chứa hơn 90% các khoáng vật giàu sắt và magiê như hornblende, pyroxene hoặc olivine, và những loại đá này có hệ thống phân loại riêng của chúng. Tương tự, các loại đá chứa hơn 50% khoáng vật cacbonat được phân loại là carbonatites, trong khi lamprophyres là loại đá siêu kali hiếm. Cả hai loại đá này đều được phân loại tiếp theo dựa trên hóa thạch khoáng chi tiết.
Trong đa số các trường hợp, đá có thành phần khoáng vật điển hình hơn, với sự hiện diện đáng kể của quartz, feldspar hoặc feldspathoid. Phân loại dựa trên tỷ lệ phần trăm của quartz, feldspar kiềm, plagioclase và feldspathoid so với tổng tỷ lệ của đá được tạo thành từ những khoáng vật này, bỏ qua tất cả các khoáng vật khác. Tỷ lệ này đặt đá ở một vị trí trên QAPF diagram, thường xác định ngay loại đá. Trong một số trường hợp, như trường diorite-gabbro-anorthite, các tiêu chí khoáng vật phụ bổ sung phải được áp dụng để xác định phân loại cuối cùng.
Khi có thể xác định được thành phần khoáng vật của một loại đá núi lửa, nó được phân loại bằng cùng quy trình, nhưng với một biểu đồ QAPF được điều chỉnh mà các lĩnh vực tương ứng với các loại đá núi lửa.

### Phân loại hóa học và địa dư

Sơ đồ phân loại toàn bộ kiềm thế so với silica (TAS) được đề xuất trong Igneous Rocks - A classification and glossary of terms năm 2002 của Le Maitre. Khu vực màu xanh xấp xỉ là nơi các loại đá kiềm nằm; khu vực màu vàng là nơi các loại đá dưới kiềm nằm.

Khi việc phân loại một loại đá núi lửa dựa trên khoáng vật trở nên không thực tế, đá phải được phân loại theo phương pháp hóa học.
Có rất ít khoáng vật quan trọng trong quá trình hình thành của các loại đá nham thạch thông thường, bởi vì magma từ đó các khoáng vật kết tinh là giàu các nguyên tố nhất định: silic, oxi, nhôm, natri, kali, calci, sắt và magiê. Đây là những nguyên tố kết hợp để tạo thành các khoáng chất silicat, chiếm hơn chín mươi phần trăm tổng số các loại đá nham thạch. Hóa học của các loại đá nham thạch được biểu hiện khác nhau cho các nguyên tố chính và phụ, cũng như cho các nguyên tố vi phân. Nồng độ các nguyên tố chính và phụ thường được biểu thị theo phần trăm trọng lượng ôxi (ví dụ: 51% SiO2 và 1,50% TiO2). Sự hiện diện của các nguyên tố vi phân thường được biểu thị theo phần triệu theo trọng lượng (ví dụ: 420 ppm Ni và 5,1 ppm Sm). Thuật ngữ "nguyên tố vi phân" thường được sử dụng cho các nguyên tố hiện diện trong hầu hết các loại đá ở nồng độ ít hơn khoảng 100 ppm, nhưng một số nguyên tố vi phân có thể hiện diện trong một số loại đá ở nồng độ vượt quá 1.000 ppm. Sự đa dạng về thành phần của đá đã được xác định bằng một lượng dữ liệu phân tích lớn - hơn 230.000 phân tích đá có thể được truy cập trên web thông qua một trang web do Cơ quan Khoa học Quốc gia Hoa Kỳ tài trợ (xem liên kết ngoài đến EarthChem).
Thành phần quan trọng nhất đó là silica, SiO2, dù xuất hiện dưới dạng quartz hoặc kết hợp với các oxit khác như feldspar hoặc các khoáng vật khác. Cả đá nham thạch xâm nhập và đá nham thạch núi lửa được nhóm lại theo thành phần silica tổng hợp thành các danh mục rộng.
- Đá Felsic có nồng độ silica cao nhất và chủ yếu bao gồm các khoáng chất felsic quartz và feldspar. Những loại đá này (granit, rhyolite) thường có màu sáng và mật độ tương đối thấp.
- Đá Intermediate có nồng độ silica vừa phải và chủ yếu bao gồm feldspar. Những loại đá này (diorite, andesite) thường có màu sẫm hơn so với đá felsic và mật độ hơi cao hơn.
- Đá Mafic có nồng độ silica tương đối thấp và chủ yếu bao gồm các khoáng chất pyroxene, olivine và plagioclase calci. Những loại đá này (basalt, gabbro) thường có màu đen và mật độ cao hơn so với đá felsic.
- Đá Ultramafic có nồng độ silica rất thấp, với hơn 90% khoáng chất mafic (komatiite, dunite).

Bảng phân loại này được tóm tắt trong bảng sau:
|                | Thành phần         |                                 |                          |                        |
| Cách xuất hiện | Felsic (>63% SiO2) | Intermediate (52% đến 63% SiO2) | Mafic (45% đến 52% SiO2) | Ultramafic (<45% SiO2) |
| Xâm nhập       | Granite            | Diorite                         | Gabbro                   | Peridotite             |
| Núi lửa        | Rhyolite           | Andesite                        | Basalt                   | Komatiite              |

Tỷ lệ oxit kim loại kiềm (Na2O cộng K2O) chiếm vị trí quan trọng thứ hai sau silica đối với việc phân loại hóa học đá núi lửa. Tỷ lệ silica và oxit kim loại kiềm được sử dụng để đặt đá núi lửa trên biểu đồ TAS diagram, đủ để phân loại ngay lập tức hầu hết các loại đá núi lửa. Các loại đá trong một số lĩnh vực, như lĩnh vực trachyandesite, được phân loại tiếp theo tỷ lệ của kali và natri (vì vậy trachyandesites chứa kali là latites và trachyandesites chứa natri là benmoreites). Một số lĩnh vực mafic hơn được chia thành các phân vùng hoặc xác định bằng normative mineralogy, trong đó thành phần khoáng chất ảo tưởng được tính toán dựa trên thành phần hóa học của đá. Ví dụ, basanite được phân biệt với tephrite bằng việc có nồng độ olivine ảo tưởng cao.
Các điều chỉnh khác cho phân loại cơ bản TAS bao gồm:
- Đá siêu kali - đá chứa tỉ lệ mol K2O/Na2O > 3.
- Đá siêu kiềm - đá chứa tỉ lệ mol (K2O + Na2O)/Al2O3 > 1.[19]
- Đá siêu nhôm - đá chứa tỉ lệ mol (K2O + Na2O + CaO)/Al2O3 < 1.[19]

Trong thuật ngữ cũ hơn, các loại đá giàu silica được gọi là silicic hoặc acidic khi nồng độ SiO2 vượt quá 66% và thuật ngữ quartzolite được áp dụng cho loại giàu silica nhất. Sự hiện diện của khoáng chất ảo tưởng feldspathoid xác định một loại đá là siêu kiềm; một ví dụ là nephelinite.
Magma được chia thành ba chuỗi phụ:

Sơ đồ tam giác AFM hiển thị tỷ lệ tương đối của Na_{2}O + K_{2}O (A cho kim loại kiềm), FeO + Fe_{2}O_{3} (F) và MgO (M) với các mũi tên chỉ đường đi của sự biến đổi hóa học trong magma chuỗi tholeiitic và calc-alkaline.

- Chuỗi magma tholeiitic - bao gồm các loại đá basaltic andesite và andesite.
- Chuỗi magma calc-alkaline - bao gồm các loại đá andesite.
- Chuỗi magma alkaline - bao gồm các nhóm con của đá alkaline basalt và các loại lava có hàm lượng kali rất cao (ví dụ như shoshonitic).

Chuỗi magma alkaline có thể phân biệt với hai chuỗi khác trên biểu đồ TAS, với tổng hợp oxit kiềm cao hơn đối với cùng nồng độ silica, trong khi chuỗi magma tholeiitic và calc-alkaline chiếm vị trí tương đương trên biểu đồ TAS. Chúng được phân biệt bằng cách so sánh tổng hợp kiềm với hàm lượng sắt và magiê.
Ba chuỗi magma này xuất hiện trong một loạt các môi trường kiến tạo mảng đá vỏ Trái Đất. Các loại đá thuộc chuỗi magma tholeiitic, ví dụ như các đá basaltic andesite và andesite, được tìm thấy ở các dãy núi dưới đáy đại dương, lưu vực sau lưng hẻm núi, các đảo đại dương hình thành từ các điểm nóng, cung đảo và các vùng đá núi lửa lớn trên lục địa.
Cả ba chuỗi magma này được tìm thấy ở vị trí gần nhau tương đối ở các vùng chìm giảm, nơi sự phân bố của chúng liên quan đến độ sâu và tuổi của vùng chìm giảm. Chuỗi magma tholeiitic được đại diện tốt trên các vùng chìm giảm trẻ hình thành từ magma ở độ sâu tương đối nhỏ. Chuỗi magma calc-alkaline và chuỗi magma kiềm được quan sát trên các vùng chìm giảm trưởng thành và liên quan đến magma ở độ sâu lớn hơn. Andesite và basaltic andesite là loại đá núi lửa phổ biến nhất trong cung đảo, điều này chỉ ra sự hiện diện của magma calc-alkaline. Một số hệ cung đảo có chuỗi núi lửa được phân tán như có thể thấy trong hệ cung đảo Nhật Bản, nơi các đá núi lửa thay đổi từ tholeiite - calc-alkaline - kiềm khi đi xa từ rãnh chìm.

### Lịch sử phân loại
Một số tên đá nham thạch đã tồn tại trước thời kỳ địa chất hiện đại. Ví dụ, thuật ngữ "basalt" để mô tả một loại đá nham thạch cụ thể có nguồn gốc từ dung nham được đưa ra bởi Georgius Agricola vào năm 1546 trong tác phẩm của ông có tựa đề De Natura Fossilium. Từ "granite" đã tồn tại ít nhất từ những năm 1640 và có nguồn gốc từ tiếng Pháp "granit" hoặc tiếng Ý "granito", đơn giản chỉ có nghĩa là "đá hạt". Thuật ngữ "rhyolite" được giới thiệu vào năm 1860 bởi nhà du khách và nhà địa chất người Đức Ferdinand von Richthofen Việc đặt tên cho các loại đá mới gia tăng vào thế kỷ 19 và đạt đỉnh điểm vào đầu thế kỷ 20.
Phần lớn việc phân loại ban đầu của đá nham thạch dựa trên tuổi địa chất và sự xuất hiện của các loại đá. Tuy nhiên, vào năm 1902, các nhà địa chất học nham thạch người Mỹ Charles Whitman Cross, Joseph P. Iddings, Louis V. Pirsson và Henry Stephens Washington đề xuất rằng tất cả các phân loại hiện có của đá nham thạch nên bị loại bỏ và thay thế bằng một phân loại "định lượng" dựa trên phân tích hóa học. Họ đã chỉ ra rằng thuật ngữ hiện có thường mập mờ và thiếu tính khoa học, và lập luận rằng do thành phần hóa học của một loại đá nham thạch là đặc điểm cơ bản nhất, nó nên được đặt ở vị trí quan trọng nhất.
Sự xuất hiện địa chất, cấu trúc, thành phần khoáng học - các tiêu chí trước đây được chấp nhận để phân biệt các loài đá - đã bị đẩy vào nền tảng. Phân tích đá hoàn chỉnh được giải thích trước tiên dựa trên các khoáng chất hình thành đá có thể được dự đoán khi dung nham tinh luyện, chẳng hạn như thạch anh, vật liệu feldspath, olivine, akermannite, Feldspathoid, nam châm, corundum, và như vậy, và các loại đá được chia thành các nhóm dựa trên tỷ lệ tương đối của các khoáng chất này với nhau. Hệ thống phân loại mới này đã gây sốc, nhưng bị chỉ trích vì thiếu tính hữu dụng trong công việc thực địa và đã bị bỏ bỏ vào những năm 1960. Tuy nhiên, khái niệm về khoáng hóa bình thường đã tồn tại và công việc của Cross và các nhà nghiên cứu cùng mình đã truyền cảm hứng cho một loạt các hệ thống phân loại mới.
Trong số đó, có hệ thống phân loại của M.A. Peacock, chia đá nham thạch thành bốn loạt: loạt kiềm, loạt kiềm-calci, loạt calci-kiềm và loạt calci. Định nghĩa của ông về loạt kiềm và thuật ngữ calci-kiềm vẫn được sử dụng như một phần của hệ thống phân loại Irvine-Barager, mà được sử dụng rộng rãi. Cùng với đó là loạt tholeiitic của W.Q. Kennedy.
Đến năm 1958, có khoảng 12 hệ thống phân loại riêng biệt và ít nhất 1637 tên loại đá đang được sử dụng. Vào năm đó, Albert Streckeisen đã viết một bài báo tổng quan về phân loại đá nham thạch mà cuối cùng dẫn đến việc thành lập Ban công tác về Hệ thống hóa đá nham thạch của Liên minh Quốc tế Vật lý Trái đất. Đến năm 1989, một hệ thống phân loại duy nhất đã được đồng ý và sau đó được sửa đổi lại vào năm 2005. Số lượng tên đá được khuyến nghị đã được giảm xuống còn 316. Trong số đó có một số tên mới được Ban công tác đề xuất.

## Hình ảnh

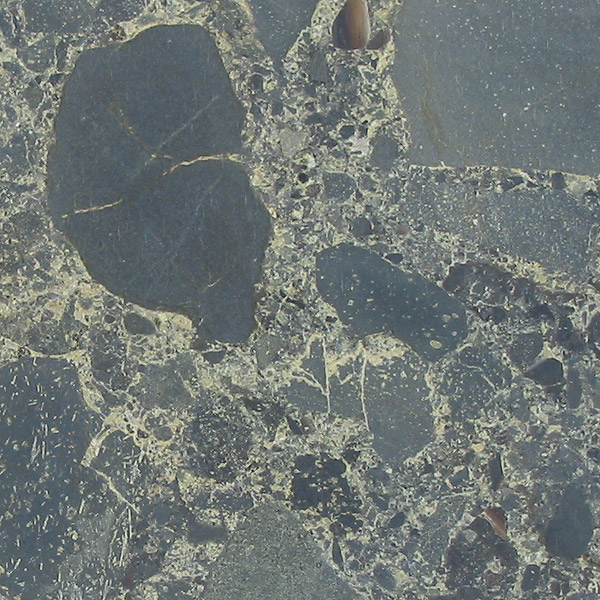
Basalt breccia
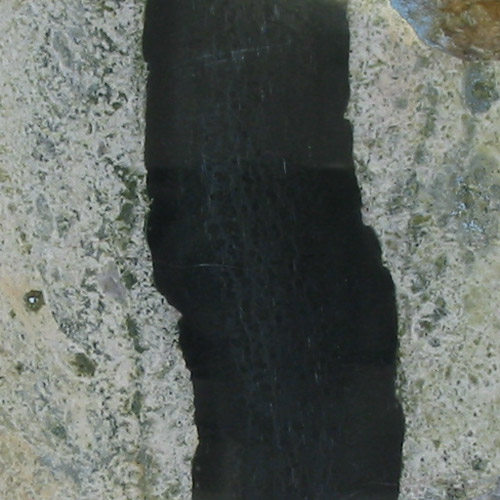
Basalt in albitite
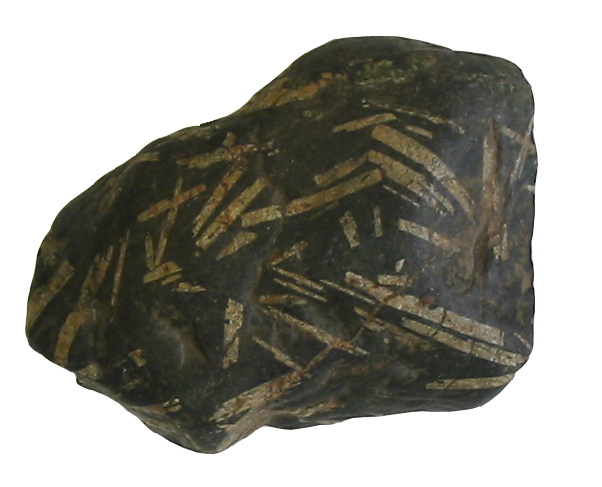
Diabase
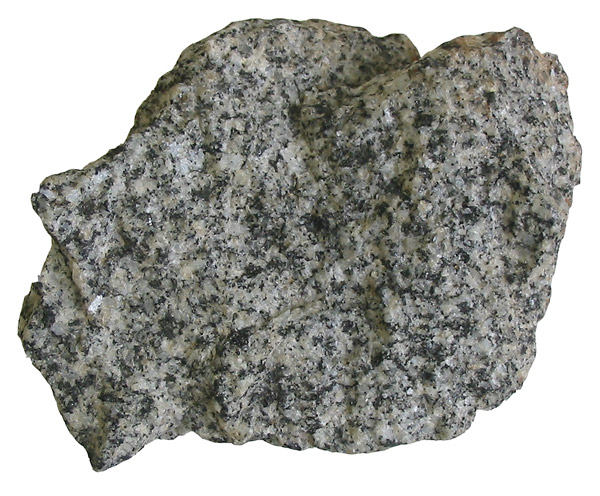
Diorite
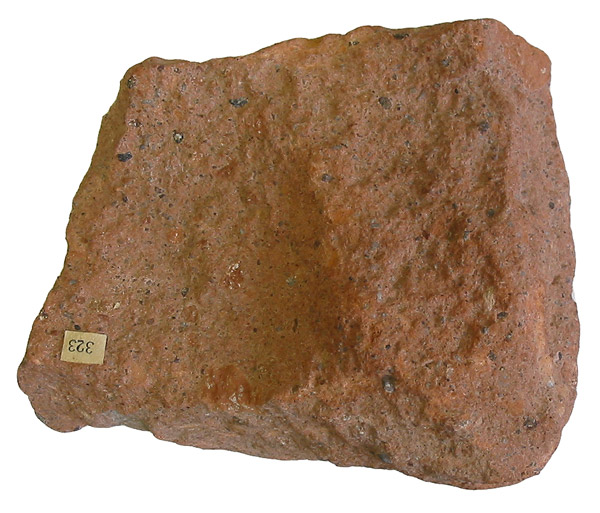
Ignimbrite
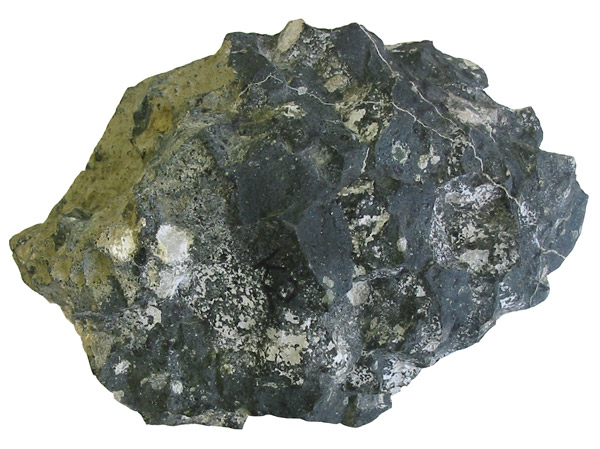
Kimberlite
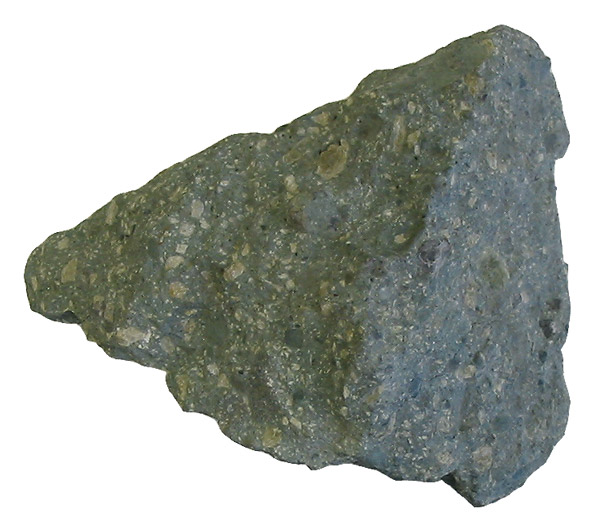
Kimberlite
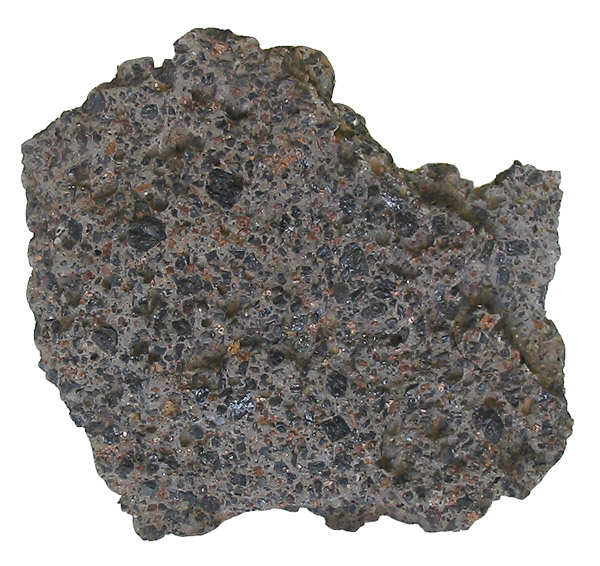
Olivine basalt
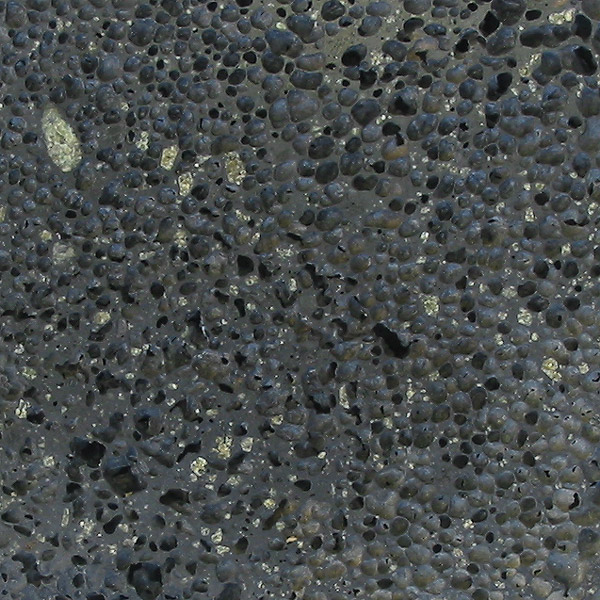
Olivine basalt
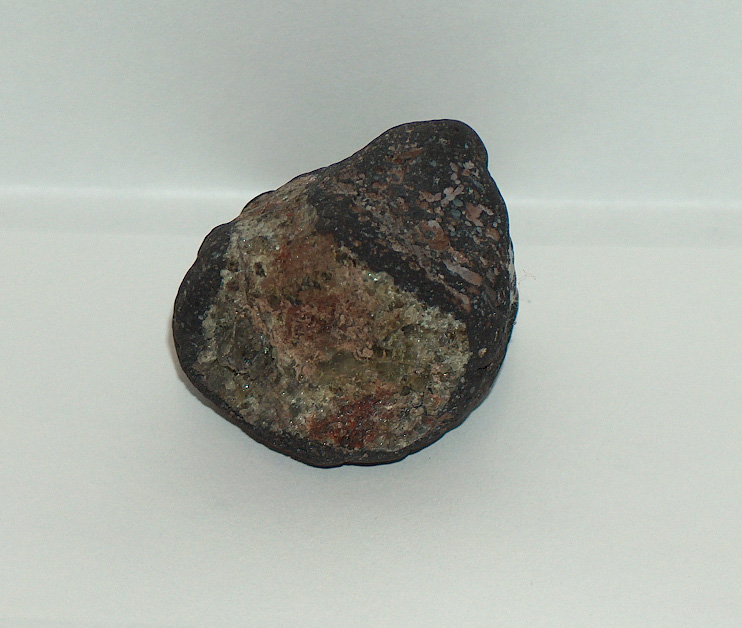
Olivin Zahnstein